# EP u softbolu 1997.
3. EP u softbolu se održalo u Nizozemskoj, u Bussumu, od 18. do 24. kolovoza 1997.

## Konačna ljestvica
| Mj. | Država     |
| --- | ---------- |
| 1.  | Češka      |
| 2.  | Danska     |
| 3.  | Nizozemska |
| 4.  | Izrael     |
| 5.  | Norveška   |